# 貝恩德·梅蘭德
貝恩德·梅蘭德（德語：Bernd Mayländer，1971年5月29日—）是一位德國賽車手，目前擔任一級方程式賽車的安全車駕駛。

## 職業生涯

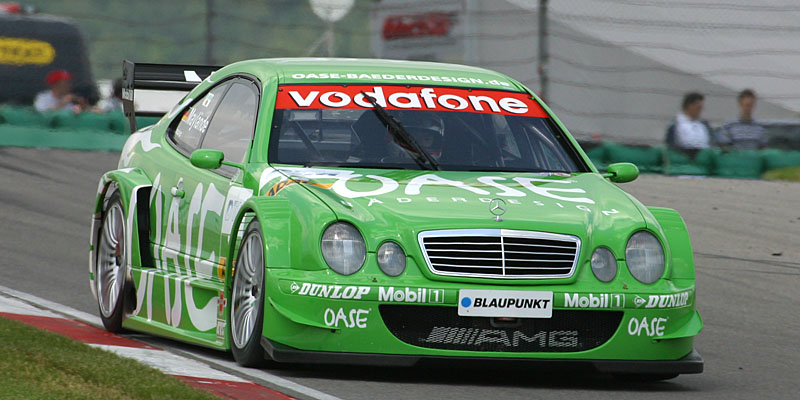
梅蘭德參賽2002年的德國房車大師賽。

貝恩德的職業生涯從1980年代末期駕駛卡丁車開始。在接下來的幾年，他參賽福特方程式、保時捷卡雷拉盃及最初的德國房車大師賽。他在2000年駕駛保時捷996 GT3R贏得紐博格林24小時耐力賽冠軍。當德國房車大師賽在2000年回歸後，他於2001年加盟梅賽德斯-賓士，在賽季的最後一場賽事霍肯海姆分站取得生涯的首場勝利，最終以28分名列積分榜第11名。

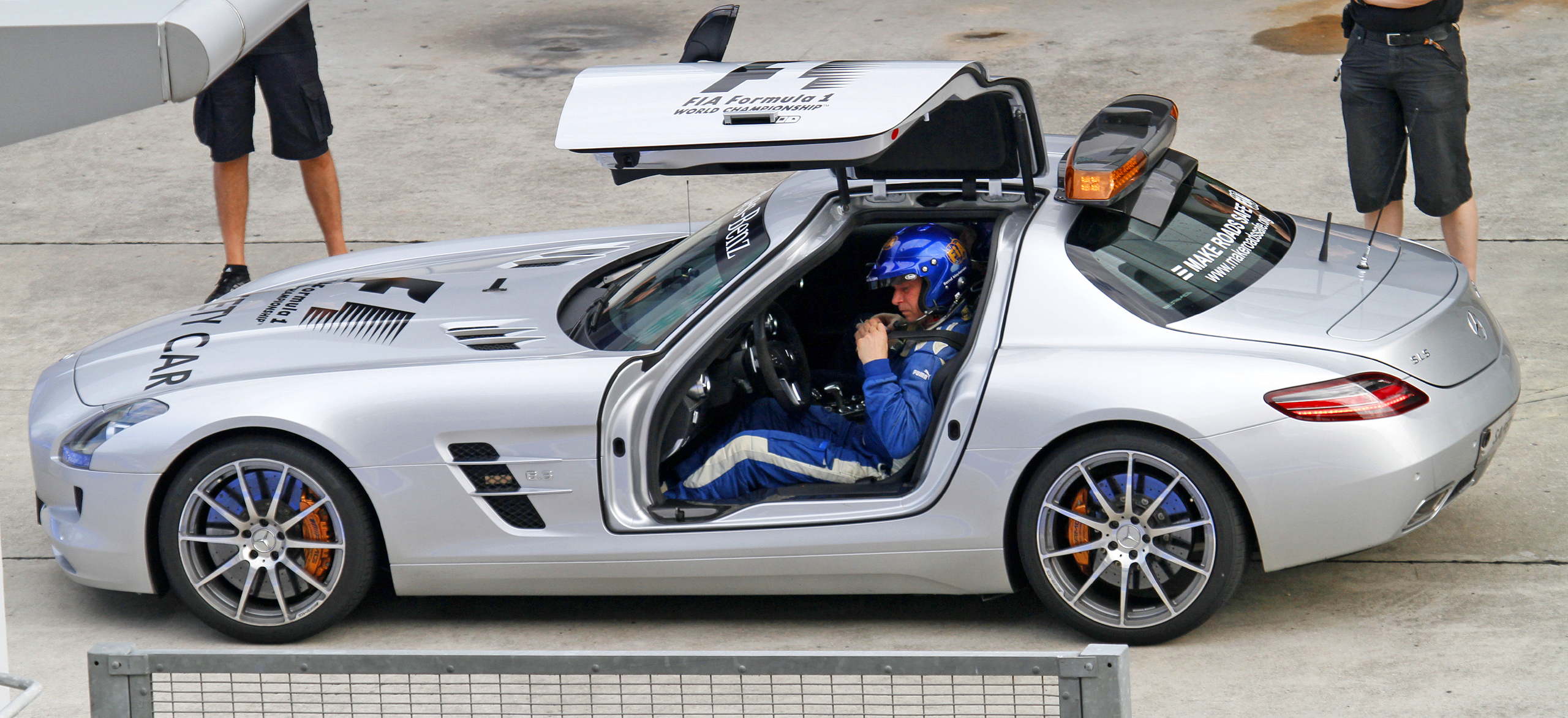
梅蘭德在2010年馬來西亞大獎賽駕駛梅賽德斯-賓士SLS一級方程式賽車安全車。

梅蘭德是一級方程式賽車每一場分站的安全車駕駛，他自2000年開始駕駛一級方程式賽車的安全車，在此期間，曾因傷缺席2001年加拿大大獎賽並由馬塞爾·法斯拿頂替。
梅蘭德曾在2006年澳大利亞大獎賽度過忙碌的一場比賽，領跑的圈數超越除了分站冠軍費爾南多·阿隆索以外的其他所有車手。他在2007年日本大獎賽的大雨之下，帶領各家車手約20圈。而在2010年韓國大獎賽也因為暴雨，更是帶領了全場車手26圈。他在2011年加拿大大獎賽在賽場上帶領了28圈，當時的分站冠軍詹森·巴頓甚至靠著最後一圈的一半路程，才超越他的領跑圈數。
2005年5月，梅蘭德與其他五位梅賽德斯-賓士車手共同寫下一項世界紀錄，他們輪流駕駛3輛E320 CDI改裝車，在30天內日以繼夜地以平均車速139.7英里每小時（224.8每小時）行駛10萬英里。

## 外部連結
- 官方网站

| 體育角色             | 體育角色                      | 體育角色               |
| -------------------- | ----------------------------- | ---------------------- |
| 前任： 沃爾夫岡·蘭德 | 德國保時捷卡雷拉盃冠軍 1994年 | 繼任： 哈拉爾德·格羅斯 |
| 前任： 奧利弗·加文   | F1安全車駕駛 2000–2001年      | 繼任： 馬塞爾·法斯拿   |
| 前任： 馬塞爾·法斯拿 | F1安全車駕駛 2001–            | 繼任： 現任            |